# Гніздищанська Дача (заповідне урочище)
Гнізди́щанська Да́ча — заповідне урочище в Україні. Розташований у межах Чернігівського району Чернігівської області, між селами Дроздовиця, Лютіж та Гніздище, на території Городнянського лісництва (кв. 18-22, 45-49, 56-58, 61-68) та Моложавського лісництва (кв. 54, 68, 69, 88, 89).
Площа 2208,8 га. Статус присвоєно згідно з рішенням Чернігівського облвиконкому від 31.07.1991 року № 159. Перебуває у віданні ДП «Городнянське лісове господарство», ДП «Городнярайагролісгосп», Хотівлянської, Дроздовицької, Пекурівської, Моложавської, Великолиственської сільських ради.
Охороняється дубово-сосновий ліс різного віку з невеликими площами лісових евтрофних боліт. Трапляються представники герпетофауни: гадюка звичайна та мідянка.